# Eduardo Hernández
Julio Eduardo Hernández Fuentes (né le 31 janvier 1958 au Salvador) est un joueur de football international salvadorien qui évoluait au poste de gardien de but.

## Biographie

### Carrière en sélection
Avec l'équipe du Salvador, il figure dans le groupe des sélectionnés lors de la Coupe du monde de 1982. Lors du mondial organisé en Espagne, il évolue comme gardien remplaçant et ne joue aucun match.